# Wolfgang Stark
Wolfgang Stark (Landshut, 20 november 1969) is een Duits voetbalscheidsrechter. Hij heeft wedstrijden gefloten in de Champions League, de Europa League en wedstrijden op Europese- en wereldkampioenschappen voetbal. In 2007 floot hij vijf wedstrijden op het Wereldkampioenschap voetbal onder 20, waaronder de halve finale tussen Chili en Argentinië.
Stark floot op 27 april 2011 de wedstrijd tussen Real Madrid en FC Barcelona, in de halve finale van de UEFA Champions League. Hij stuurde tijdens El Clásico Real Madrid coach José Mourinho naar de tribune en gaf José Manuel Pinto (Barcelona) en Pepe (Madrid) een rode kaart.
Stark werd geselecteerd als scheidsrechter voor het voetbaltoernooi op de Olympische Zomerspelen 2008, het Wereldkampioenschap voetbal 2010 en het Europees kampioenschap voetbal 2012.
Op 9 mei 2012 floot hij in Boekarest de UEFA Europa League 2011/2012 finale tussen Atlético Madrid en Athletic Bilbao (3-0). Zes dagen later was hij betrokken bij een incident. Stark kreeg na afloop van de degradatiewedstrijd tussen Hertha BSC en Fortuna Düsseldorf een klap van Hertha-verdediger Levan Kobiasjvili. De Duitse voetbalbond bestrafte de Georgiër op maandag 4 juni 2012 met de langste schorsing die ooit werd opgelegd in de Bundesliga: Kobiasjvili mocht 7,5 maand niet in actie komen, zo oordeelde de tuchtcommissie van de Duitse voetbalbond.
In maart 2013 noemde de FIFA Stark een van de vijftig potentiële scheidsrechters voor het Wereldkampioenschap voetbal 2014 in Brazilië. Twee Duitsers werden geselecteerd: naast Stark stond ook Felix Brych op de lijst.
Stark floot in Europees verband negen keer een duel van Nederlandse clubs. Op 24 oktober 2001 floot hij het Champions League-duel tussen PSV Eindhoven en FC Nantes. Op 28 februari floot hij de Europa League wedstrijd tussen AC Milan en Roda JC. Op 12 december 2002 was hij de veldarbiter tijdens Liverpool-Vitesse. Op 22 februari 2006 floot hij Ajax-Internazionale. Op 29 september was AZ Alkmaar aan de beurt, dat destijds Standard Luik ontving. Op 14 april 2011 floot hij PSV - SL Benfica. Op 14 september 2011 was Ajax weer aan de beurt, dat Olympique Lyon ontving. Op 17 september 2014 floot hij de laatste keer een Nederlandse club in Europa. Ajax kreeg toen bezoek van Paris Saint-Germain. Stark floot ook een keer Oranje, dat was op 31 maart 2004, een oefenwedstrijd tussen Nederland en Frankrijk.

## Interlands
| Datum            | Plaats         | Wedstrijd                  | Uitslag | Competitie             | Kreeg geel | Kreeg voor de tweede keer geel en dus rood | Weggestuurd |
| ---------------- | -------------- | -------------------------- | ------- | ---------------------- | ---------- | ------------------------------------------ | ----------- |
| 12 oktober 2002  | Solna          | Zweden – Hongarije         | 1 – 1   | Kwalificatie EK 2004   | 6          | 0                                          | 0           |
| 12 februari 2003 | Saint Denis    | Frankrijk – Tsjechië       | 0 – 2   | Vriendschappelijk      | 0          | 0                                          | 0           |
| 11 juni 2003     | Middlesbrough  | Engeland – Slowakije       | 2 – 1   | Kwalificatie EK 2004   | 3          | 0                                          | 0           |
| 6 september 2003 | Donetsk        | Oekraïne – Noord-Ierland   | 0 – 0   | Kwalificatie EK 2004   | 3          | 0                                          | 0           |
| 16 november 2003 | Ancona         | Italië – Roemenië          | 1 – 0   | Vriendschappelijk      | 0          | 0                                          | 0           |
| 31 maart 2004    | Rotterdam      | Nederland – Frankrijk      | 0 – 0   | Vriendschappelijk      | 0          | 0                                          | 0           |
| 13 oktober 2004  | Kiev           | Oekraïne – Georgië         | 2 – 0   | Kwalificatie WK 2006   | 0          | 0                                          | 0           |
| 26 maart 2005    | Manchester     | Engeland – Noord-Ierland   | 4 – 0   | Kwalificatie WK 2006   | 1          | 0                                          | 0           |
| 3 september 2005 | Reykjavik      | IJsland – Kroatië          | 1 – 3   | Kwalificatie WK 2006   | 8          | 0                                          | 0           |
| 12 oktober 2005  | Saint Denis    | Frankrijk – Cyprus         | 4 – 0   | Kwalificatie WK 2006   | 3          | 0                                          | 0           |
| 1 maart 2006     | Düsseldorf     | Portugal – Saoedi-Arabië   | 3 – 0   | Vriendschappelijk      | 0          | 0                                          | 0           |
| 2 juni 2006      | Solna          | Zweden – Chili             | 1 – 1   | Vriendschappelijk      | 1          | 0                                          | 0           |
| 7 juni 2006      | Ulm            | Liechtenstein – Australië  | 1 – 3   | Vriendschappelijk      | 0          | 0                                          | 0           |
| 16 augustus 2006 | Manchester     | Engeland – Griekenland     | 4 – 0   | Vriendschappelijk      | 0          | 0                                          | 0           |
| 11 oktober 2006  | Chorzów        | Polen – Portugal           | 2 – 1   | Kwalificatie EK 2008   | 4          | 0                                          | 0           |
| 24 maart 2007    | Piraeus        | Griekenland – Turkije      | 1 – 4   | Kwalificatie EK 2008   | 3          | 0                                          | 0           |
| 8 september 2007 | Reykjavik      | IJsland – Spanje           | 1 – 1   | Kwalificatie EK 2008   | 3          | 0                                          | 1           |
| 13 oktober 2007  | Zagreb         | Kroatië – Israël           | 1 – 0   | Kwalificatie EK 2008   | 6          | 0                                          | 0           |
| 21 november 2007 | Solna          | Zweden – Letland           | 2 – 1   | Kwalificatie EK 2008   | 2          | 0                                          | 0           |
| 28 mei 2008      | Burghausen     | Rusland – Servië           | 2 – 1   | Vriendschappelijk      | 2          | 0                                          | 0           |
| 7 augustus 2008  | Shanghai       | Ivoorkust – Argentinië     | 1 – 2   | Olympische Spelen      | 4          | 0                                          | 0           |
| 13 augustus 2008 | Beijing        | Nigeria – Verenigde Staten | 2 – 1   | Olympische Spelen      | 2          | 0                                          | 1           |
| 11 oktober 2008  | Chorzów        | Polen – Tsjechië           | 2 – 1   | Kwalificatie WK 2010   | 2          | 0                                          | 0           |
| 1 april 2009     | Bari           | Italië – Ierland           | 2 – 1   | Kwalificatie WK 2010   | 4          | 0                                          | 1           |
| 5 september 2009 | Glasgow        | Schotland – Macedonië      | 1 – 1   | Kwalificatie WK 2010   | 4          | 0                                          | 0           |
| 10 oktober 2009  | Bratislava     | Slowakije – Slovenië       | 2 – 0   | Kwalificatie WK 2010   | 6          | 0                                          | 0           |
| 12 juni 2010     | Johannesburg   | Argentinië – Nigeria       | 0 – 2   | Groepsfase WK 2010     | 2          | 0                                          | 0           |
| 23 juni 2010     | Port Elizabeth | Slovenië – Engeland        | 0 – 1   | Groepsfase WK 2010     | 4          | 0                                          | 0           |
| 26 juni 2010     | Port Elizabeth | Uruguay – Zuid-Korea       | 2 – 1   | Achtste finale WK 2010 | 3          | 0                                          | 0           |
| 9 oktober 2010   | Tel Aviv       | Israël – Kroatië           | 1 – 2   | Kwalificatie EK 2012   | 6          | 0                                          | 0           |
| 9 februari 2011  | Saint Denis    | Frankrijk – Brazilië       | 1 – 0   | Vriendschappelijk      | 2          | 0                                          | 1           |
| 10 augustus 2011 | Boedapest      | Hongarije – IJsland        | 4 – 0   | Vriendschappelijk      | 1          | 0                                          | 0           |
| 7 oktober 2011   | Podgorica      | Montenegro – Engeland      | 2 – 2   | Kwalificatie EK 2012   | 5          | 0                                          | 1           |
| 15 november 2011 | Lissabon       | Portugal – Bosnië en Herz. | 6 – 2   | Kwalificatie EK 2012   | 8          | 1                                          | 0           |
| 12 juni 2012     | Warschau       | Polen – Rusland            | 1 – 1   | Groepsfase EK 2012     | 4          | 0                                          | 0           |
| 18 juni 2012     | Gdańsk         | Kroatië – Spanje           | 0 – 1   | Groepsfase EK 2012     | 6          | 0                                          | 0           |
| 22 maart 2013    | Boedapest      | Hongarije – Roemenië       | 2 – 2   | Kwalificatie WK 2014   | 4          | 0                                          | 0           |
| 14 augustus 2013 | Rome           | Italië – Argentinië        | 1 – 2   | Vriendschappelijk      | 1          | 0                                          | 0           |
| 7 september 2014 | Belgrado       | Servië – Frankrijk         | 1 – 1   | Vriendschappelijk      | 4          | 0                                          | 0           |
| 9 oktober 2014   | Maribor        | Slovenië – Zwitserland     | 1 – 0   | Kwalificatie EK 2016   | 3          | 0                                          | 0           |
| 16 november 2014 | Plzeň          | Tsjechië – IJsland         | 2 – 1   | Kwalificatie EK 2016   | 5          | 0                                          | 0           |